# Partido Federalista Europeu

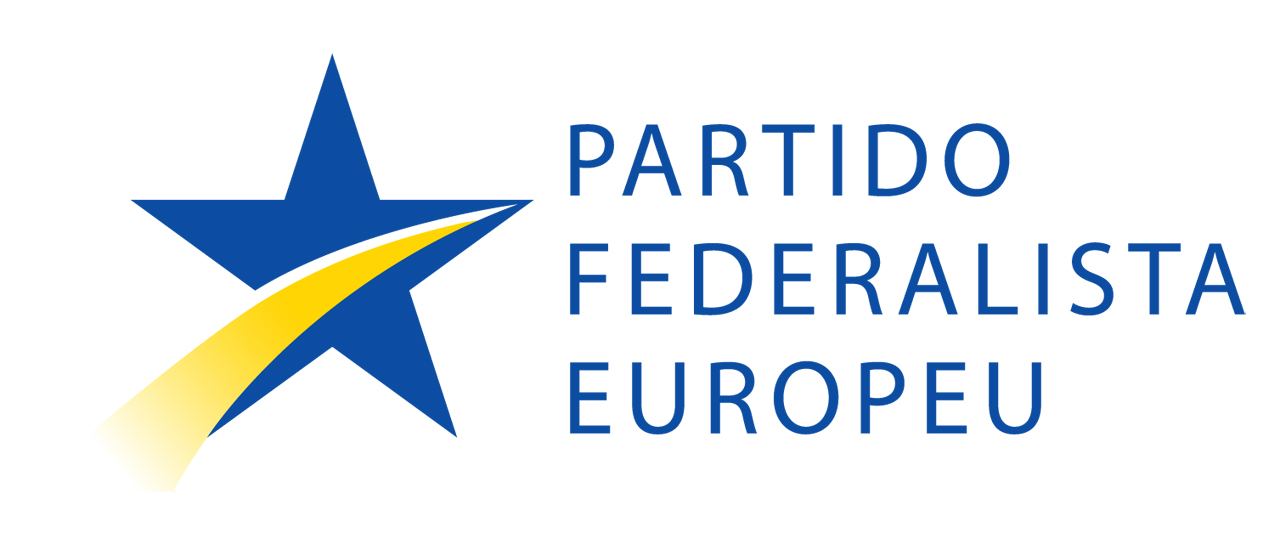
Logo do Partido Federalista Europeu em português

O Partido Federalista Europeu é o partido político francês pro-europeu e federalista que defende uma maior integração da União Europeia e o estabelecimento de uma Europa Federal. O Partido Federalista Europeu foi fundado em Paris no dia 6 de novembro de 2011, a partir da união do Europe United e do Parti Federaliste (França). O seu objetivo é reunir todos os europeus para promover o federalismo europeu e participar em todas as eleições por toda a Europa.

## Representação ao nível nacional e local
O PFE tem secções nacionais e regionais nos seguintes locais:
- Alemanha
- Austria
- Bélgica
- Espanha
- França
- Grécia
- Holanda (Paises Baixos)
- Itália
- Portugal
- Reino Unido
- República Checa
- Ásia

Tem também representantes noutros estados europeus e nos EUA

## Organização
Em sequência do Congresso Federal em Paris em 2011, os primeiros dois co-presidentes foram Yves Gernigon e Pietro De Matteis; e os vice-presidentes, Hélène Feo e Jan Van Arkel. O tesoureiro era Nico Segers.
Desde o Congresso Federal de 2014 em Bruxelas, a composição da Comissão Europeia é a seguinte:
- Co-presidentes: Pietro De Matteis,
- Vice-Presidente: Georgios Kostakos,
- Co-Secretários-Gerais: Emmanuel Rodary,
- Relações Públicas: Michel Caillouet,
- Tesoureiro: Mariarosaria Marziali.

## O Partido Federalista Europeu nas notícias
- Euractiv.com - Italy - Partito federalista europeo: congresso a Roma, idee e proposte.[1]
- The New Federalist - UK/Europe - In defense of real European parties.[3]
- Le Taurillon - France - Plaidoyer pour de vrais partis européens. [4]
- ΗΜΕΡΑ ΤΣΗ ΖΑΚΥΘΟΣ - Greece - ΑΝΟΙΧΤΗ ΕΠΙΣΤΟΛΗ.[5]
- Euractiv.fr - France - Le parti fédéraliste veut son candidat à la présidentielle.[6]
- Radicali.it - Il Partito Federalista Europeo e Marco Pannella protestano contro la violazione della libertà di associazione in Europa.[7]
- Radio France Internationale - France - Yves Gernigon, président du Parti fédéraliste.[8]
- La Voce - Italy - Flash-mob per la Grecia e per gli Stati Uniti d'Europa.[9]
- MenteLocale.it - Italy - Siamo tutti greci: la manifestazione a De Ferrari.[10]
- Cuore e Ambiente - Italy. [11]
- Per La Pace.it - Italy - La Grecia siamo noi! Siamo tutti europei![12]
- Europe Today - Europe - The race for the 2014 EP Elections begins.[13]